# 구글 개발자의 날

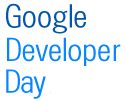
로고

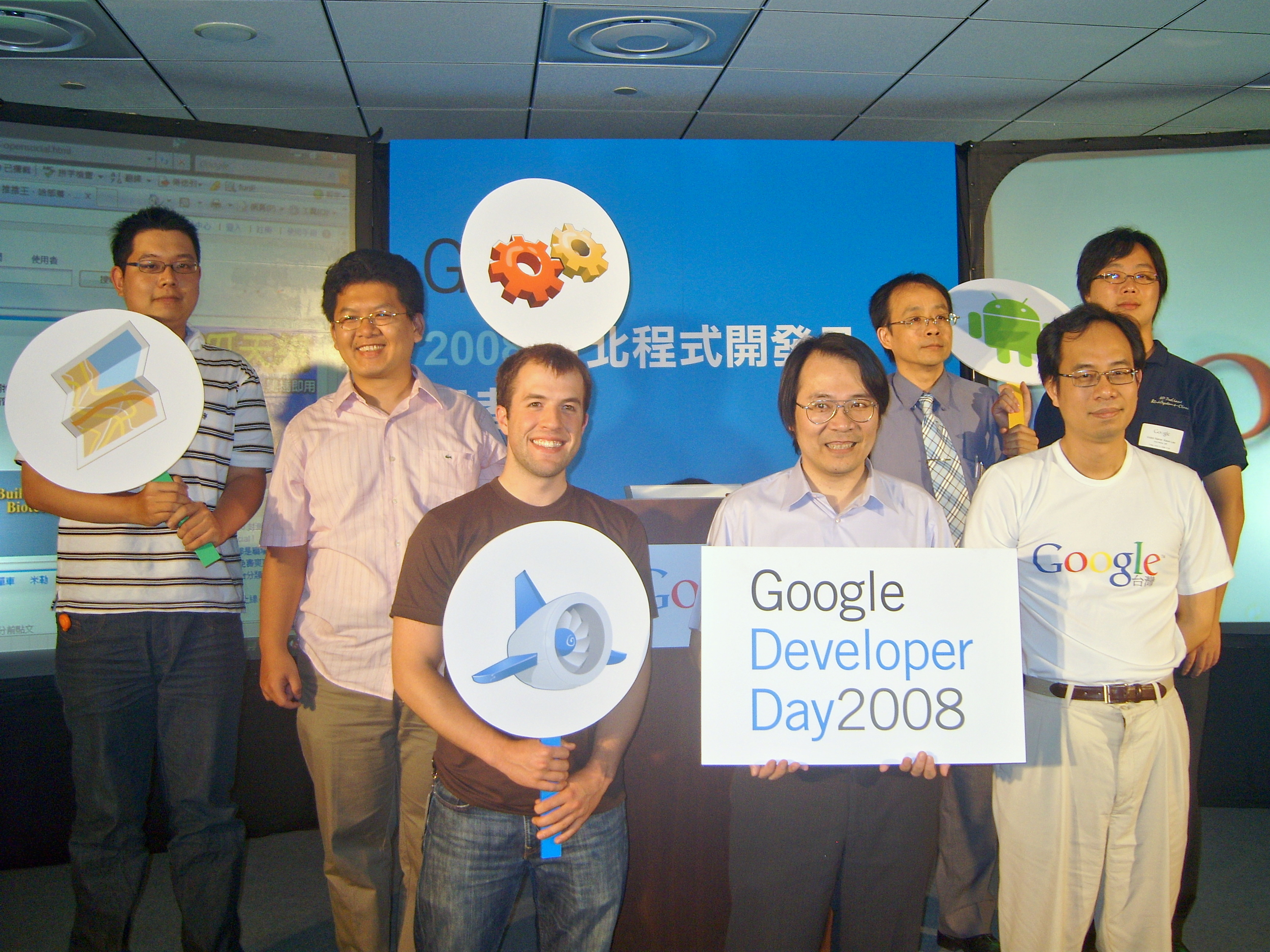
2008년 대만에서 개최된 구글 개발자의 날의 모습

구글 개발자의 날(Google Developer Day) 행사는 구글에서 해마다 전 세계에서 개최하는 하루 동안의 웹 개발자 중심 모임이다. 여기에는 구글 및 안드로이드, HTML5, 크롬, 앱 엔진, 구글 웹 툴킷과 같은 개방형 웹 기술을 사용하여 웹, 모바일 및 엔터프라이즈 애플리케이션을 구축하는 데 중점을 둔 세미나 및 코드랩이 포함되며 참가자에게 구글 개발자 제품에 대해 배우고 작업하는 엔지니어를 만나볼 수 있는 좋은 기회를 제공한다.

## 역사
- 2007년: 최초의 개발자의 날 행사가 호주 시드니에서 열렸으며, 그 뒤를 이어 9개의 다른 해외 지역에서 열렸다. 유튜브 API 세션 작성과 함께 기어스, 웹 툴킷, 지오(Geo), 매플릿(Mapplet)에 대한 대화 및 데모를 제공했다.[1]
- 2008년: 구글은 HTC 안드로이드 폰을 공개했다. 또한 크롬, AJAX 및 웹 툴킷에 대한 프레젠테이션과 기어스와 같은 다양한 애플리케이션에 대한 데모도 포함되었다.[2]
- 2011년: 국가별 최대 규모의 GDD가 중국에서 열렸다. 한 달 안에 베이징, 상하이, 광저우에서 3개의 GDD 행사가 열렸으며 3,000명 이상의 개발자가 참석했다.
- 2014년: 구글은 샌프란시스코에서 연례 개발의 날에 스마트 워치를 출시한 최초의 회사(애플을 제치고 출시)였다.

## 같이 보기
- 구글 I/O
- 안드로이드 개발자의 날